# Jerzy Patz
Jerzy Wojciech Patz (ur. 11 listopada 1953) – polski wiceadmirał i inżynier techniki nawigacji, oficer okrętów przeciwminowych. W 1973 rozpoczął służbę w Marynarce Wojennej, dowodził OORP „Tukan” i „Albatros” oraz 13 dywizjonem trałowców i 3 Flotyllą Okrętów, w latach 2008–2010 dowódca Centrum Operacji Morskich. Z dniem 15 sierpnia 2010 został wyznaczony na stanowisko szefa Sztabu Marynarki Wojennej – Zastępcy Dowódcy Marynarki Wojennej. Na stanowisku tym pełnił służbę do 1 października 2012.

## Wykształcenie
Jerzy Patz urodził się 11 listopada 1953 w Rządzu (ob. część Grudziądza). W 1973 wstąpił na Wydział Dowódczy do Wyższej Szkoły Marynarki Wojennej w Gdyni, po ukończeniu której w 1977 otrzymał promocję oficerską i tytuł inżyniera nawigatora statku morskiego. Jest również absolwentem Wyższego Kursu Doskonalenia Oficerów (1980–1981) i Podyplomowych Studiów Operacyjno-Strategicznych (1992–1993).

## Służba wojskowa
Pierwsze stanowisko służbowe objął na trałowcu ORP „Jastrząb”, gdzie dowodził działem broni podwodnej. Jeszcze w 1977 został zastępcą dowódcy trałowca ORP „Albatros”, a od 1980 dowodził tym okrętem. W latach 1982–1984 był dowódcą trałowca ORP „Tukan” i jednocześnie dowódcą jednej z grup okrętów w 13 dywizjonie trałowców na Helu. Od 1986 do 1991 służył w dowództwie 13 dywizjonu trałowców, kolejno jako szef sztabu – zastępca dowódcy (1986–1988) oraz dowódca jednostki (1988–1991). Następnie wyznaczono go szefem sztabu – I zastępcą dowódcy 9 Flotylli Obrony Wybrzeża im. kontradm. Włodzimierza Steyera na Helu.
W latach 2000–2004 zajmował stanowisko szefa Szefostwa Szkolenia Morskiego – zastępcy szefa Szkolenia Marynarki Wojennej, po czym do 2006 dowodził 3 Flotyllą Okrętów im. kmdra Bolesława Romanowskiego w Gdyni. W 2006 został wyznaczony zastępcą dowódcy, a w sierpniu 2008 dowódcą Centrum Operacji Morskich. Od 2010 do 2012 – szef sztabu Marynarki Wojennej – zastępca dowódcy Marynarki Wojennej. Służbę w mundurze zakończył w styczniu 2013.

## Awanse
- kontradmirał – 15 sierpnia 2005[5]
- wiceadmirał – 9 listopada 2009[6]

## Odznaczenia
- Krzyż Kawalerski Orderu Odrodzenia Polski – 2013[7]
- Złoty Krzyż Zasługi – 1997[8]
- Morski Krzyż Zasługi – 2009[9]
- Złoty Medal „Siły Zbrojne w Służbie Ojczyzny”
- Srebrny Medal Siły Zbrojne w Służbie Ojczyzny
- Brązowy Medal Siły Zbrojne w Służbie Ojczyzny
- Złoty Medal „Za Zasługi dla Obronności Kraju”
- Odznaka honorowa „Dowódcy Okrętu Marynarki Wojennej”
- Krzyż „Pro Mari Nostro” (LMR) – 2012[10][11]